# Imperatriz Wenxianzhaosheng

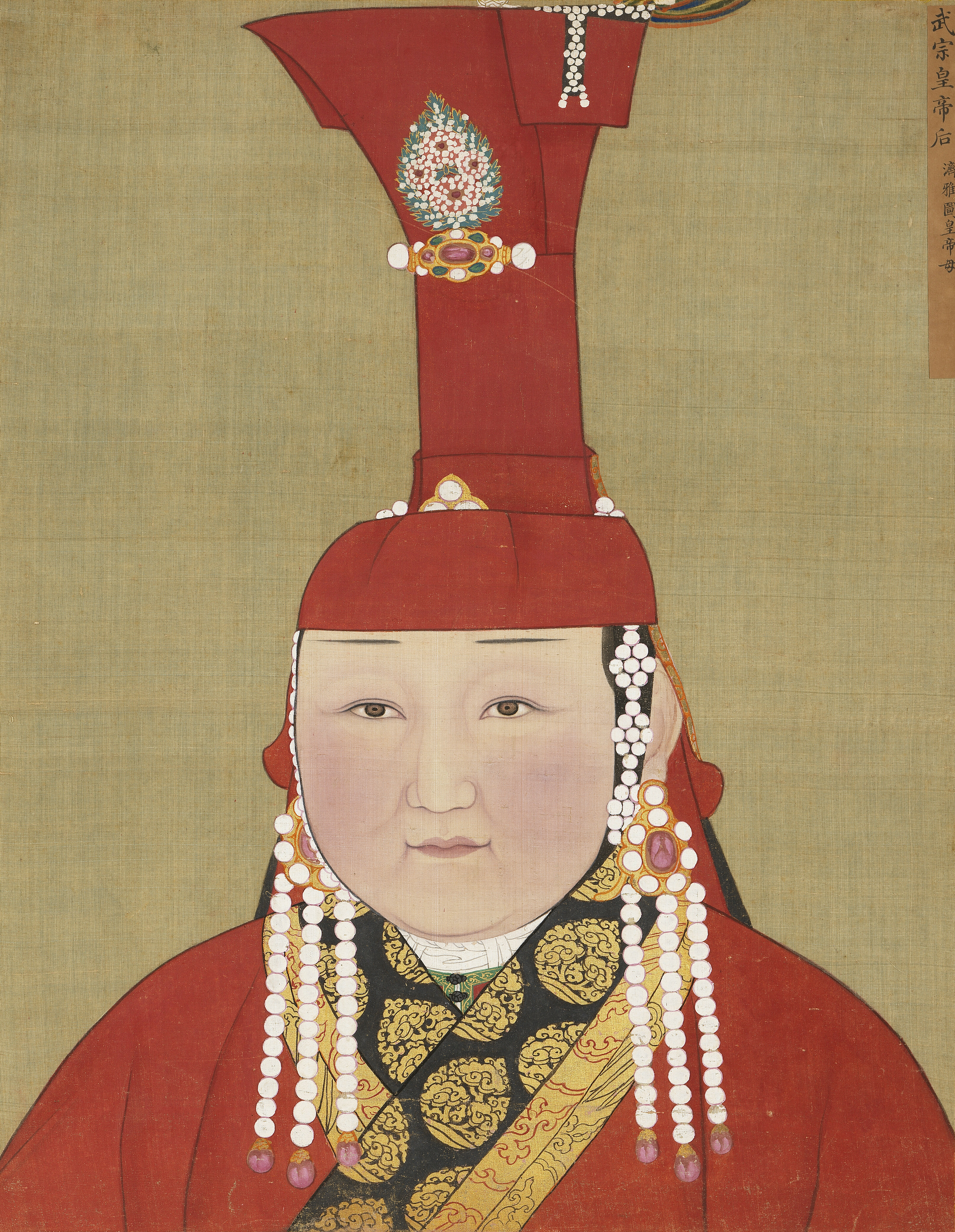
Um retrato da Imperatriz Wenxianzhaosheng

Imperatriz Wenxianzhaosheng (falecida antes de 1329) foi o nome póstumo da mãe de Jayaatu Khan, um imperador da dinastia Mongol Yuan na China. Ela era uma Tangute e uma concubina de Külüg Khan. Ela deu à luz Jayaatu Khan em 1304.
O seu nome é desconhecido; o seu título póstumo foi-lhe atribuído por seu filho em 1329.